# Jinda
Jinda (kinesiska: 金达, 金达镇) är en köping i Kina. Den ligger i den autonoma regionen Tibet, i den sydvästra delen av landet, omkring 170 kilometer öster om regionhuvudstaden Lhasa. Antalet invånare är 4 564. Befolkningen består av 2 247 kvinnor och 2 317 män. Barn under 15 år utgör 28,0 %, vuxna 15-64 år 66 %, och äldre över 65 år 4,0 %.
Genomsnittlig årsnederbörd är 987 millimeter. Den regnigaste månaden är juli, med i genomsnitt 236 mm nederbörd, och den torraste är december, med 3 mm nederbörd.